# Conioscinella similans
Conioscinella similans är en tvåvingeart som först beskrevs av Becker 1911.  Conioscinella similans ingår i släktet Conioscinella och familjen fritflugor.
Artens utbredningsområde är Taiwan. Inga underarter finns listade i Catalogue of Life.